# 플랜텍
플랜텍(plantecs)은 철강 및 물류 플랜트 수행실적과 핵심 역량을 토대로 엔지니어링 사업을 영위하고 있으며, 세부분야로는 철강, 발전ㆍ환경, 원료처리설비, 수하물 처리시스템, 산업기계 제작 등으로 구성되어 있음. 또한, 다가오는 수소경제시대를 대비하여 수소 생산, 유통, 보급 등의 수소인프라 구축사업과 포스코 수소 환원제철에 대한 신기술 개발 및 역량 확보에 집중하여 수소 관련 사업으로도 업역을 확대해 나가고 있음.

## 사업영역
- 플랜트 사업:  철강설비, 산업설비, 물류설비, 기계제작 사업
- 발전 및 환경사업, 수소생산

## 연혁

포스코플랜텍 공장

- 2023 11 (주)플랜텍으로 상호변경
- 2022 11 공정거래위원회 공정거래 문화 조성 CP등급 AA획득
- 2022 04 회사창립 40주년
- 2022 03 수소사업 수소 PRG시스템 특허출원
- 2022 02 회사 신용등급 상향 AAA(최우수)
- 2017 12 가족친화우수기업 대통령표창, 포항제철소 3고로 3차 개수 프로젝트 수행
- 2013 07 포스코플랜텍과 성진지오텍 통합
- 2010 01 (주)포스코플랜텍으로 사명 변경(포철산기, 포철기연 통합)
- 2008 08 국내 최초 1MW급 지붕태양광 발전설비 준공(포항, 광양제철소)
- 2004 07 말레이시아 바쿤수력발전소 수문설비 수주
- 2001 03 인천국제공항 1단계 수하물처리시스템(BHS) 공급(산업포장 수상)
- 2000 05 I.S.O.14001 획득
- 1997 03 I.S.O.9001 Certificate 획득
- 1994 04 포철산기(주)로 상호변경
- 1993 08 (주)동양기공 인수 및 Roller 생산. 산업기계 제작 개시
- 1991 05 제철정비(주) 재창립 (건설·철구사업 POSCO E&C 이관)
- 1982 04 제철정비(주) 창립 (포항제철소 정비전문 자회사)